# Francisco Pi y Margall
Francisco Pi y Margall (in het Catalaans Francesc Pi i Margall; Barcelona, 20 april 1824 – Madrid, 29 november 1901) was een Spaans filosoof, rechtskundige, socialistisch politicus en kortstondig de tweede president van de Eerste Spaanse Republiek van 11 juni tot 18 juli 1873.

## Leven
Francesc Pi i Margall werd op 20 april 1824 in Barcelona (Catalonië) geboren als de zoon van een textielarbeider. Hij studeerde eerst aan het Klein Seminarie en daarna rechtsgeleerdheid aan de Universiteit van Barcelona. Na zijn studies verhuisde hij in 1847 naar Madrid.
Al vrij snel geraakte hij in de politiek betrokken en hij na^m deel aan de Spaanse revolutie van 1854. In hetzelfde jaar publiceerde hij zijn ideeën over een sociaal federalisme in het boek La reacción i la revolución (De reactie en de revolutie), sterk geïnspireerd door de ideeën van Pierre-Joseph Proudhon, waarvan hij de werken in het Castiliaans vertaald had. Hij koos voor het socialisme en polemiseerde met de aanhangers van het democratisch liberalisme. In 1864 werd hij de hoofdredacteur van het tijdschrift La Discussión waarin hij openlijk zijn ideeën verdedigde. Na de mislukte revolutie van 1866 ging hij noodgedwongen in ballingschap naar Parijs.
Na de geslaagde Spaanse revolutie van 1868, waarbij koningin Isabella II afgezet werd, kon hij terugkeren en werd afgevaardigde van de grondwettelijke vergadering. Hij was in die periode een van de leidende figuren van het republicanisme met duidelijke socialistische en federalistische aspiraties, waarmee hij tegemoetkwam aan de noden van de arbeidende klasse en anderzijds aan het streven naar meer decentralisatie dat in zijn geboortestad zeer sterk was. In 1870 werd de Italiaanse prins Amadeus I de nieuwe Spaanse koning, maar nadat die in februari 1873 werd afgezet werd de Eerste Spaanse Republiek uitgeroepen. De eerste president van die republiek, Estanislao Figueras, vertrouwde hem het ministerie van Binnenlandse Zaken toe. Wanneer Figueras in juni 1873 ontslag nam, nam Pi y Margall zijn taken over, maar zijn presidentieel mandaat duurde slechts enkele weken: het republikeinse kamp was zeer verdeeld tussen liberalen en socialisten enerzijds, tussen unionisten en federalisten en die laatsten dan nog eens tussen gematigden en radicalen. Hierdoor was het moeilijk om Spanje te regeren.
Na de staatsgreep van 1874 en de restauratie van de monarchie en het Huis Bourbon trok Pi y Margall zich uit de politiek terug en hield zich vanaf dan vooral met zijn advocatenkantoor en zijn schrijversactiviteiten bezig. In de jaren 1880 werd hij echter opnieuw politiek actief en reorganiseerde hij de republikeinse federalisten. Wanneer in 1890 het algemeen stemrecht opnieuw ter sprake kwam, had hij de hoop op een spoedige verandering van het Spaanse kiessysteem. Hij richtte een dagblad op met de titel El nuevo régimen (Het nieuwe regime) en schreef het partijprogramma van de republikeinse federalisten. Door zijn intellectueel prestige en zijn populariteit werd hij in 1886, 1891 en 1893 telkens opnieuw gekozen als afgevaardigde in de Cortes Generales. Tijdens de Cubaanse Onafhankelijkheidsoorlog van 1895-1898 was hij een voorstander van de dekolonisatie en hij was tegen de Spaans-Amerikaanse Oorlog van 1898, omdat hij de Verenigde Staten zag als een model van democratie en federalisme. Wegens de toen zeer sterke patriottische en nationalistische sfeer in Spanje verloor hij daardoor veel populariteit.
Na een intens en belangrijk politiek leven overleed Francisco Pi y Margall op 29 november 1901 in zijn huis in Madrid.

## Historische betekenis en invloed[3]
Op het einde van de negentiende eeuw was de liberale burgerij in Spanje in de minderheid, geprangd tussen een sterke absolutistische stroming met heimwee naar het ancien régime en daarnaast grote groepen van ontevreden arbeiders uit de industrie en de landbouw. Ook economisch was het land in grote crisis: het verlies van de koloniën en de oorlogen en gewapende conflicten brachten grote kosten mee. Internationaal had het eens zo machtige "Imperio" veel prestige ingeboet.
In die context was Francisco Pi y Margall een van de belangrijkste politieke denkers waarvan de invloed tot op vandaag verder werkt. Hij was een uitmuntend geschiedkundige, journalist, kunstcriticus, filosoof, rechtskundige en economist. Zij werk situeerde zich in de traditie van Francisco Suárez en de Verlichting, de Franse encyclopedisten, de romantiek en het vroege socialisme. Pi y Margall toonde in al zijn werken zijn kennis van de geschiedenis, de literatuur en de psychologie van de volkeren op het Iberisch Schiereiland.
Zelfs al werd hij daardoor niet populair toen het Spaanse chauvinisme hoogtij vierde in 1898 toen de patriottische meerderheid tegen de onafhankelijkheid van Cuba was, bleef hij trouw aan zijn idee van zelfbeschikkingsrecht voor alle volkeren, tegen het kolonialisme en voor de vooruitgang door onderwijs, cultuur en arbeid. Naast Proudhon, was er in zijn theorieën ook invloed van Rousseau en Hegel te ontdekken. Hij was een van de grootste revolutionaire Spaanse denkers van de negentiende eeuw en zijn ideeën hebben de Eerste Internationale sterk beïnvloed. Zijn ideeën hebben ertoe bijgedragen dat de levensomstandigheden van de kleine burgerij en de arbeiders verbeterden en werden overgenomen door de republikeinen in de eerste dertig jaar van de 20ste eeuw. Vriend en vijand erkenden zijn grote eerlijkheid als politicus en als intellectueel, zoals blijkt uit uitspraken van zo uiteenlopende figuren als Friedrich Engels, Sabino Arana en Federica Montseny.
De complexiteit en de coherentie van het denken van Pi y Margall heeft met zich mee gebracht dat veel politieke bewegingen in de 20ste eeuw die delen van zijn ideeën overgenomen hebben, zich als zijn ideologische erfgenamen zien: de federalisten, de anarchisten en de catalanistische linkerzijde.

## Werken
- La España Pintoresca, 1841.
- Historia de la Pintura, 1851.
- Estudios de la Edad Media, 1851. Eerste uitgave 1873.
- El eco de la revolución, 1854.
- La reacción y la revolución, 1855.
- Declaración de los treinta, 1864.
- La República de 1873, 1874.
- Joyas literarias, 1876.
- Las nacionalidades, 1877.
- Historia General de América, 1878.
- La Federación, 1880.
- Constitución federal, 1883.
- Observaciones sobre el carácter de Don Juan Tenorio, 1884.
- Las luchas de nuestros días, 1884.
- Primeros diálogos, zonder datum.
- Amadeo de Saboya, zonder datum.
- Programa del Partido Federal, 1894.

- Biblioteca Nacional de España: XX1026522
- Bibliothèque nationale de France: cb12173955j (data)
- Catàleg d'autoritats de noms i títols de Catalunya: 981058513846406706
- CiNii: DA07772395
- Gemeinsame Normdatei: 118792024
- International Standard Name Identifier: 0000 0001 1027 9082
- Library of Congress Control Number: n79058807
- Bibliotheek van het Japanse parlement: 032019939
- Nationale Bibliotheek van Israël: 987007279886705171
- Nationale Bibliotheek van Polen: a0000001770253
- Nederlandse Thesaurus van Auteursnamen: 169920623
- Réseau des bibliothèques de Suisse occidentale: 02-A000130355
- Système universitaire de documentation: 030292700
- Union List of Artist Names: 500324069
- Virtual International Authority File: 61588367
- WorldCat: E39PBJdrChMyqvJQ9hqTKqvbVC